# New York, New York (On the Town)
"New York, New York" è una canzone del musical del 1944 On the Town e del film musicale della MGM del 1949 con lo stesso titolo. La musica è stata scritta da Leonard Bernstein e il testo da Betty Comden e Adolph Green.

## Descrizione
Un verso ben noto di questa canzone è:
"New York, New York, una città "infernale" ("helluva"). Il Bronx è in auge ma The Battery è finito."
Per la versione cinematografica, la parola "helluva" ("infernale") fu cambiata in "meravigliosa" per placare gli uffici del codice morale di produzione. Nel film la canzone fu eseguita da Gene Kelly, Jules Munshin e Frank Sinatra. Nel 2004 la versione cinematografica è arrivata al numero 41 del sondaggio AFI's 100 Years...100 Songs sui brani migliori del cinema americano.
Non deve essere confuso con il "Theme from New York, New York", originariamente eseguito da Liza Minnelli e poi reso popolare da Sinatra ("Start spreadin' the news, I'm leaving today").

## Nella cultura popolare
- "New York, New York" è stato accennato da John Williams per il suo celebrativo For New York, composto nel 1988 per il settantesimo compleanno di Bernstein.[3]
- La canzone è stata parodiata come "Springfield, Springfield" nell'episodio del 1993 "Boy-Scoutz 'n the Hood" dei Simpson. Un marinaio appare persino come un altro omaggio alla canzone, finché non si rende conto di non essere a New York (cosa che fa notare Bart).
- Un pastiche della canzone intitolata "Twenty-four Hours In Tunbridge Wells" è stato scritto ed eseguito da Eric Idle e Neil Innes, con Gillian Gregory, per un episodio con lo stesso nome nella seconda stagione della serie comica britannica Rutland Weekend Television in 1976.[4]
- È stata fatta una cover con un mash-up con "I Love New York" nell'episodio di Glee "New York".
- Nel film di Tim Burton Sleepy Hollow, il personaggio Ichabod Crane di Johnny Depp pronuncia la frase "Il Bronx è finito e The Battery è finita" alla sua festa itinerante nella scena finale.
- Alex, Marty, Gloria e Melman cantano il ritornello della canzone in Madagascar 3: Europe's Most Wanted
- La canzone è stata parodiata in un episodio di The Critic: "The air is brown and the water is brown" ("L'aria è marrone e l'acqua è marrone").
- Lo stesso Leonard Bernstein dirige la canzone in un New York Medley durante la Night of 100 Stars nel 1985.
- Durante la prima trasferta della Ruota della Fortuna a New York nel 1988, la canzone è stata riprodotta su un montaggio di immagini della città e il testo è stato modificato da "It's a helluva town" a "It's a wonderful town".
- Il lungometraggio del 1977 New York, New York, diretto da Martin Scorsese ha preso il titolo dalla canzone.